# Cleves (distrito)
Cleves (em alemão:  Kleve) é um distrito (Kreis ou Landkreis) da Alemanha localizado no noroeste da região de Düsseldorf, no estado da Renânia do Norte-Vestfália. Os distritos alemães vizinhos são Borken, Wesel e Viersen, fazendo também fronteira com as províncias neerlandesas de Limburgo e Guéldria.

## História
O distrito com seus limites atuais foi criado em 1975, quando o antigo distrito de Cleves-Geldern foi unido às cidades de Emmerich no Reno e Rees, do então distrito de Rees, e à cidade de Rheurdt, do distrito de Moers.
Os dois distritos precursores foram criados em 1816, quando toda a Renânia se tornou uma província da Prússia. Territorialmente, correspondem mais ou menos aos antigos ducados de Cleves e Gueldres.

## Geografia
O distrito está localizado no vale inferior do Reno, região pela qual o rio segue para os Países Baixos.

## Brasão de armas
O brasão de armas, concedido em 1983, combina os escudos dos dois ducados constituintes. Na metade sinistra figura o emblema do ducado de Cleves: um escudo branco com oito flores-de-lis. Na metade destra figura um leão dourado em campo azul: o emblema do ducado de Gueldres.

## Cidades e municípios
| Cidades | Municípios                                                                                  |
| --- | ------------------------------------------------------------------------------------------- |

Mapa do distrito de Cleves.

| 1. Emmerich no Reno (Emmerich am Rhein) 2. Geldern 3. Goch 4. Kalkar 5. Kevelaer 6. Cleves (Kleve) 7. Rees 8. Straelen | 1. Bedburg-Hau 2. Issum 3. Kerken 4. Kranenburg 5. Rheurdt 6. Uedem 7. Wachtendonk 8. Weeze |